# 松尾八幡平駅
松尾八幡平駅（まつおはちまんたいえき）は、岩手県八幡平市松尾にある、東日本旅客鉄道（JR東日本）花輪線の駅である。

## 歴史
- 1926年（大正15年）11月10日：国有鉄道の岩手松尾駅（いわてまつおえき）として岩手郡松尾村に開設[2]。
- 1969年（昭和44年）11月1日：貨物の扱いを廃止[2]。
- 1984年（昭和59年）2月1日：荷物の扱いを廃止[2]。
- 1987年（昭和62年）4月1日：国鉄分割民営化により、JR東日本の駅となる[2]。
- 1988年（昭和63年）3月13日：松尾八幡平駅に改称[2]。
- 1999年（平成11年）12月4日：CTC化により無人化[3]。松尾八幡平駅長が廃止され、大更駅長管理下となる。
- 2004年（平成16年）3月：簡素駅舎に改築。
- 2018年（平成30年）6月1日：大更駅の業務委託化に伴い、盛岡駅に管理駅が変更となる。
- 2023年（令和5年）9月ごろ：交換設備の運用を停止[4]。
- 2024年（令和6年）10月1日：えきねっとQチケのサービスを開始[1][5]。

## 駅構造
相対式ホーム2面2線を有する列車交換可能な地上駅であったが、後年駅舎反対側の旧下り本線（2番線ホーム、かつて設定されていた折り返し列車にも対応）が使用停止となり、2023年（令和5年）9月ごろより旧1番線ホームのみを使用した1面1線の駅として運用されている。盛岡統括センター（盛岡駅）管理の無人駅である。
無人化後は、しばらく駅舎が残っていたが取り壊され、簡素な待合室だけになった。

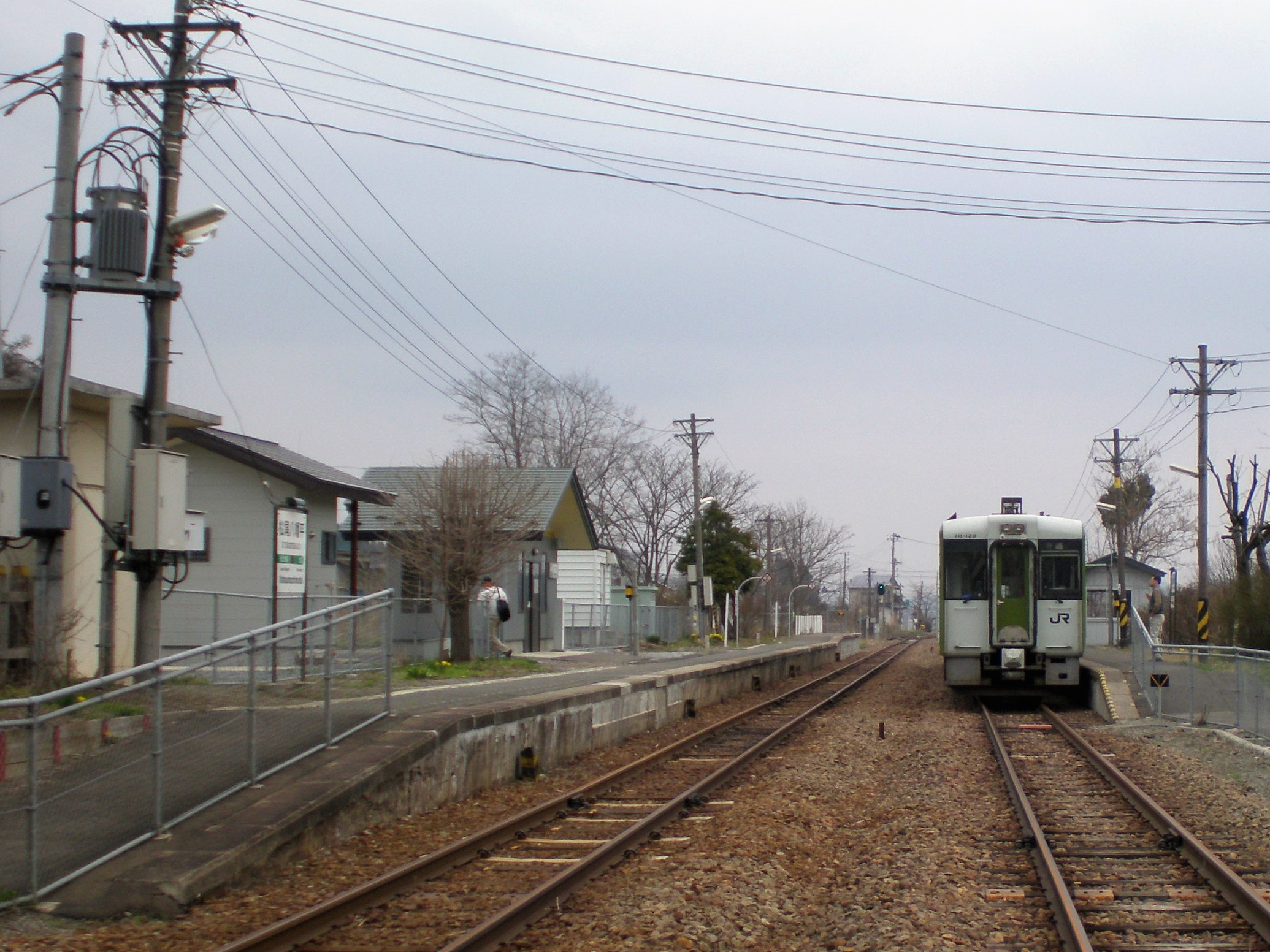
2面2線時代のホーム（2007年5月）

## 駅周辺
- 県道45号柏台松尾線
- 国道282号
- 東北自動車道 松尾八幡平インターチェンジ

## 隣の駅
東日本旅客鉄道（JR東日本）
■花輪線
北森駅 - 松尾八幡平駅 - 安比高原駅